# Luizão
Luiz Carlos Bombonato Goulart (Rubinéia, Brasil, 14 de noviembre de 1975), más conocido como Luizão, es un exfutbolista brasileño, se desempeñaba como delantero y jugó en 14 clubes distintos. Fue campeón con la selección de fútbol de Brasil en el Mundial 2002.

## Biografía
Comenzando a jugar en el Guarani Futebol Clube, Luizão empezó jugando junto a sus amigos Djalminha y Márcio Amoroso. Tras su etapa en el Guarani, fichó por el Palmeiras de Vanderlei Luxemburgo, donde tuvo un rendimiento espectacular, marcando 23 goles en 46 partidos.
Junto a Djalminha, Luizão fichó por el Deportivo de La Coruña español, pero su rendimiento no fue el esperado, y solo un año después volvió a Brasil para jugar en el Vasco da Gama. En 2002 volvió a Europa donde volvió a decepcionar, esta vez en el Hertha de Berlín.
En 2008 se retiró, tras no renovar su contrato con el São Caetano.

## Clubes
| Club                   | País     | Año         | Partidos | Goles |
| ---------------------- | -------- | ----------- | -------- | ----- |
| Guarani                | Brasil   | 1993        | 1        | 3     |
| Paraná                 | Brasil   | 1993        | 6        | 0     |
| Guarani                | Brasil   | 1994 - 1995 | 37       | 16    |
| Palmeiras              | Brasil   | 1995 - 1997 | 46       | 23    |
| Deportivo de La Coruña | España   | 1997 - 1998 | 13       | 4     |
| Vasco da Gama          | Brasil   | 1998 - 1999 | 16       | 8     |
| Corinthians            | Brasil   | 1999 - 2002 | 37       | 25    |
| Grêmio                 | Brasil   | 2002        | 8        | 7     |
| Hertha Berlín          | Alemania | 2002 - 2004 | 26       | 4     |
| Botafogo               | Brasil   | 2004        | 15       | 9     |
| São Paulo              | Brasil   | 2005        | 5        | 2     |
| Nagoya Grampus Eight   | Japón    | 2005        | 6        | 4     |
| Santos                 | Brasil   | 2005 - 2006 | 5        | 0     |
| Flamengo               | Brasil   | 2006 - 2007 | 11       | 1     |
| São Caetano            | Brasil   | 2007 - 2008 | 5        | 2     |

## Estadísticas
Datos actualizados al fin de la carrera deportiva.
| Guarani · Brasil |               |               |     |    |     |    |    |    |    |    |    |     |     |      |      |
| 1.ª | 1992          | -             | -   | 3  | 0   | -  | -  | -  | -  | -  | -  | 3   | 0   | 0.00 |      |
| 1.ª | 1993          | 6             | 0   | 35 | 8   | -  | -  | -  | -  | -  | -  | 41  | 8   | 0.20 |      |
| 1.ª | 1994          | 27            | 9   | 7  | 1   | -  | -  | -  | -  | -  | -  | 34  | 10  | 0.29 |      |
| 1.ª | 1995          | 10            | 8   | 22 | 5   | -  | -  | -  | -  | -  | -  | 32  | 13  | 0.41 |      |
| Total club | Total club    | 43            | 17  | 67 | 14  | 0  | 0  | 0  | 0  | 0  | 0  | 110 | 31  | 0.28 |      |
| Palmeiras · Brasil |               |               |     |    |     |    |    |    |    |    |    |     |     |      |      |
| 1.ª | 1996          | 22            | 10  | 27 | 22  | 9  | 8  | 2  | 1  | -  | -  | 60  | 41  | 0.68 |      |
| 1.ª | 1997          | -             | -   | 19 | 13  | 3  | 0  | -  | -  | 4  | 0  | 26  | 13  | 0.50 |      |
| Total club | Total club    | 22            | 10  | 46 | 35  | 12 | 8  | 2  | 1  | 4  | 0  | 86  | 54  | 0.53 |      |
| Deportivo de La Coruña · España |               |               |     |    |     |    |    |    |    |    |    |     |     |      |      |
| 1.ª | 1997          | 13            | 4   | -  | -   | -  | -  | 2  | 0  | -  | -  | 15  | 4   | 0.26 |      |
| Total club | Total club    | 13            | 4   | 0  | 0   | 0  | 0  | 2  | 0  | 0  | 0  | 15  | 4   | 0.26 |      |
| Vasco Da Gama · Brasil |               |               |     |    |     |    |    |    |    |    |    |     |     |      |      |
| 1.ª | 1998          | 14            | 8   | 20 | 6   | 6  | 3  | 14 | 7  | -  | -  | 54  | 24  | 0.44 |      |
| 1.ª | 1999          | -             | -   | 9  | 10  | 2  | 2  | 1  | 1  | 5  | 1  | 17  | 14  | 0.82 |      |
| Total club | Total club    | 14            | 8   | 29 | 16  | 8  | 5  | 15 | 8  | 5  | 1  | 71  | 38  | 0.53 |      |
| Corinthians · Brasil |               |               |     |    |     |    |    |    |    |    |    |     |     |      |      |
| 1.ª | 1999          | 25            | 21  | 7  | 1   | -  | -  | 1  | 1  | -  | -  | 33  | 23  | 0.69 |      |
| 1.ª | 2000          | 10            | 3   | 15 | 6   | -  | -  | 16 | 16 | -  | -  | 41  | 25  | 0.61 |      |
| 1.ª | 2001          | 7             | 5   | 16 | 11  | 1  | 1  | 2  | 2  | 1  | 3  | 27  | 22  | 0.81 |      |
| 1.ª | 2002          | -             | -   | -  | -   | -  | -  | -  | -  | 3  | 2  | 3   | 2   | 0.67 |      |
| Total club | Total club    | 42            | 29  | 38 | 18  | 1  | 1  | 19 | 19 | 4  | 5  | 104 | 72  | 0.69 |      |
| Grêmio · Brasil |               |               |     |    |     |    |    |    |    |    |    |     |     |      |      |
| 1.ª | 2002          | -             | -   | -  | -   | -  | -  | 4  | 1  | 2  | 0  | 6   | 1   | 0.16 |      |
| Total club | Total club    | 0             | 0   | 0  | 0   | 0  | 0  | 4  | 1  | 2  | 0  | 6   | 1   | 0.16 |      |
| Hertha BSC · Alemania |               |               |     |    |     |    |    |    |    |    |    |     |     |      |      |
| 1.ª | 2002-03       | 19            | 2   | -  | -   | 1  | 0  | 6  | 1  | -  | -  | 26  | 3   | 0.11 |      |
| 1.ª | 2003-04       | 7             | 2   | -  | -   | 2  | 1  | 1  | 0  | -  | -  | 10  | 3   | 0.30 |      |
| Total club | Total club    | 26            | 4   | 0  | 0   | 3  | 1  | 7  | 1  | 0  | 0  | 36  | 6   | 0.16 |      |
| Botafogo · Brasil |               |               |     |    |     |    |    |    |    |    |    |     |     |      |      |
| 1.ª | 2004          | 15            | 9   | -  | -   | -  | -  | -  | -  | -  | -  | 15  | 9   | 0.60 |      |
| Total club | Total club    | 15            | 9   | 0  | 0   | 0  | 0  | 0  | 0  | 0  | 0  | 15  | 9   | 0.60 |      |
| São Paulo · Brasil |               |               |     |    |     |    |    |    |    |    |    |     |     |      |      |
| 1.ª | 2005          | 5             | 2   | 10 | 4   | -  | -  | 13 | 5  | -  | -  | 28  | 11  | 0.39 |      |
| Total club | Total club    | 5             | 2   | 10 | 4   | 0  | 0  | 13 | 5  | 0  | 0  | 28  | 11  | 0.39 |      |
| Nagoya Grampus Japón |               |               |     |    |     |    |    |    |    |    |    |     |     |      |      |
| 1.ª | 2005          | 6             | 4   | -  | -   | -  | -  | -  | -  | -  | -  | 6   | 4   | 0.67 |      |
| Total club | Total club    | 6             | 4   | 0  | 0   | 0  | 0  | 0  | 0  | 0  | 0  | 6   | 4   | 0.67 |      |
| Santos · Brasil |               |               |     |    |     |    |    |    |    |    |    |     |     |      |      |
| 1.ª | 2005          | 5             | 0   | -  | -   | -  | -  | -  | -  | -  | -  | 5   | 0   | 0.00 |      |
| 1.ª | 2006          | -             | -   | 1  | 0   | -  | -  | -  | -  | -  | -  | 1   | 0   | 0.00 |      |
| Total club | Total club    | 5             | 0   | 1  | 0   | 0  | 0  | 0  | 0  | 0  | 0  | 6   | 0   | 0.00 |      |
| Flamengo · Brasil |               |               |     |    |     |    |    |    |    |    |    |     |     |      |      |
| 1.ª | 2006          | 11            | 1   | 6  | 6   | 7  | 3  | -  | -  | -  | -  | 24  | 10  | 0.41 |      |
| Total club | Total club    | 11            | 1   | 6  | 6   | 7  | 3  | 0  | 0  | 0  | 0  | 24  | 10  | 0.41 |      |
| São Caetano · Brasil |               |               |     |    |     |    |    |    |    |    |    |     |     |      |      |
| 2.ª | 2007          | -             | -   | 5  | 2   | -  | -  | -  | -  | -  | -  | 5   | 2   | 0.40 |      |
| Total club | Total club    | 0             | 0   | 5  | 2   | 0  | 0  | 0  | 0  | 0  | 0  | 5   | 2   | 0.40 |      |
| Americana · Brasil |               |               |     |    |     |    |    |    |    |    |    |     |     |      |      |
| 1.ª | 2009          | -             | -   | 2  | 0   | -  | -  | -  | -  | -  | -  | 2   | 0   | 0.00 |      |
| Total club | Total club    | 0             | 0   | 2  | 2   | 0  | 0  | 0  | 0  | 0  | 0  | 2   | 0   | 0.00 |      |
| Total carrera | Total carrera | Total carrera | 202 | 88 | 204 | 97 | 31 | 18 | 62 | 35 | 15 | 6   | 514 | 244  | 0.47 |
| (1) Incluye datos del Campeonato Paulista, Campeonato Carioca. (2) Incluye datos de la Copa de Brasil, Copa de Alemania, Copa de la Liga de Alemania. (3) Incluye datos de la Copa Conmebol, Copa UEFA, Copa Libertadores, Copa Intercontinental, Copa Mercosur, Copa Mundial de Clubes de la FIFA. (4) Incluye datos del Torneo Río-São Paulo, Copa Sur Minas. (5) No se consideran goles en encuentros amistosos. |               |               |     |    |     |    |    |    |    |    |    |     |     |      |      |

### Selección nacional
| Selección       | Año   | Amistoso | Amistoso | Eliminatorias | Eliminatorias | Mundial | Mundial | Total | Total |
| Selección       | Año   | PJ       | G        | PJ            | G             | PJ      | G       | PJ    | G     |
| --------------- | ----- | -------- | -------- | ------------- | ------------- | ------- | ------- | ----- | ----- |
| Brasil · Brasil | 1996  | 2        | 1        | -             | -             | -       | -       | 2     | 1     |
| Brasil · Brasil | 2000  | -        | -        | 1             | 0             | -       | -       | 1     | 0     |
| Brasil · Brasil | 2001  | 1        | 0        | 2             | 2             | -       | -       | 3     | 2     |
| Brasil · Brasil | 2002  | 4        | 1        | -             | -             | 2       | 0       | 6     | 1     |
| Total           | Total | 7        | 2        | 3             | 2             | 2       | 0       | 12    | 4     |

## Palmarés

### Títulos regionales
| Título                | Club          | Estado                     | Año  |
| --------------------- | ------------- | -------------------------- | ---- |
| Campeonato Paranaense | Paraná        | Paraná                     | 1993 |
| Campeonato Paulista   | Palmeiras     | São Paulo                  | 1996 |
| Campeonato Carioca    | Vasco da Gama | Río de Janeiro             | 1998 |
| Campeonato Paulista   | Corinthians   | São Paulo                  | 1999 |
| Torneo Río-São Paulo  | Vasco da Gama | Río de Janeiro y São Paulo | 1999 |
| Campeonato Paulista   | Corinthians   | São Paulo                  | 2001 |
| Campeonato Paulista   | São Paulo     | São Paulo                  | 2005 |

### Títulos nacionales
| Título               | Club        | País   | Año  |
| -------------------- | ----------- | ------ | ---- |
| Campeonato Brasileño | Corinthians | Brasil | 1999 |
| Copa de Brasil       | Flamengo    | Brasil | 2006 |

### Títulos internacionales
| Título                 | Club (*)            | País                  | Año  |
| ---------------------- | ------------------- | --------------------- | ---- |
| Juegos Olímpicos       | Selección de Brasil | Estados Unidos        | 1996 |
| Copa Libertadores      | Vasco da Gama       | Ecuador               | 1998 |
| Copa Mundial de Clubes | Corinthians         | Brasil                | 2000 |
| Copa Mundial de Fútbol | Selección de Brasil | Corea del Sur y Japón | 2002 |
| Copa Libertadores      | São Paulo           | Brasil                | 2005 |

(*) Incluye la selección.

### Distinciones individuales
| Distinción                                         | Año  |
| -------------------------------------------------- | ---- |
| Bota de Plata                                      | 1994 |
| Máximo goleador de la Copa de Brasil               | 1996 |
| Máximo goleador de la Copa de Brasil               | 1998 |
| Máximo goleador de la Copa Libertadores (14 goles) | 2000 |